# 長谷川弘 (オートバイレーサー)
長谷川 弘 (はせがわ ひろし、1934年1月25日 - 2023年12月12日) は、日本の元モーターサイクル・ロードレースライダー。静岡県沼津市出身。

## 人物
浅間レースに参戦していたところをヤマハにスカウトされ、テストライダーとなる。世界GPデビューは1963年マン島TTレース 250cc ライトウェイトTTで、4位に入賞している。その後は日本グランプリに5年連続で参戦、1966年には優勝を果たし、ランキング10位となっている。翌年も残り８周までトップを快走ファステストラップを記録するもエンジントラブルで無念のリタイヤ２連覇逃す　そして　マカオグランプリに参戦、2輪部門の初代勝者となり、1968年も優勝し連覇を遂げた。1969年３連覇狙うもこれも無念のリタイヤ　マカオグランプリ博物館に当時のマシンが展示されている
1966年にはミツビシワークスから三菱・コルト1000で四輪レースに参戦し、1969年日本グランプリにポルシェ・910で出場。風戸裕と組む。総合8位・クラス優勝。
引退後はバイクショップハセガワカンパニーを経営、チーム監督として全日本ロードレース選手権にも参戦した。
2023年12月12日に死去。89歳没。

## レース戦績
| 順位     | 1 | 2 | 3 | 4 | 5 | 6 |
| ポイント | 8 | 6 | 4 | 3 | 2 | 1 |

(key) （太字はポールポジション、斜体はファステストラップ）
| 年     | クラス | チーム | 1     | 2     | 3     | 4     | 5     | 6     | 7     | 8     | 9     | 10    | 11    | 12    | 13    | ポイント | 順位 | 勝利数 |
| ------ | ------ | ------ | ----- | ----- | ----- | ----- | ----- | ----- | ----- | ----- | ----- | ----- | ----- | ----- | ----- | -------- | ---- | ------ |
| 1963年 | 250cc  | ヤマハ | ESP - | GER - | FRA - | IOM 4 | NED - | BEL - | ULS - | DDR - | FIN - | NAT - | ARG - | JPN - |       | 3        | 15位 | 0      |
| 1964年 | 250cc  | ヤマハ | USA - | ESP - | FRA - | IOM - | NED - | BEL - | GER - | DDR - | ULS - | FIN - | NAT - | JPN 3 |       | 4        | 14位 | 0      |
| 1965年 | 250cc  | ヤマハ | USA - | GER - | ESP - | FRA - | IOM - | NED - | BEL - | DDR - | CZE - | ULS - | FIN - | NAT - | JPN 5 | 2        | 24位 | 0      |
| 1966年 | 250cc  | ヤマハ | ESP - | GER - | FRA - | NED - | BEL - | DDR - | CZE - | FIN - | ULS - | IOM - | NAT - | JPN 1 |       | 8        | 10位 | 1      |

## 参照
1. 1 2 3 4  “【訃報】1960年代にヤマハ二輪ライダーおよび四輪レースで活躍した長谷川弘が逝去。享年89”. オートスポーツWeb.   SAN-EI (2023年12月20日). 2023年12月20日閲覧。
2. ↑  Hiroshi Hasegawa career statistics at MotoGP.com
3. ↑  Piana, Alessio (2023年12月15日). “Addio a Hiroshi Hasegawa: primo eroe delle moto a Macau” (イタリア語). Corsedimoto. 2023年12月17日閲覧。
4. ↑  “Morto Hiroshi Hasegawa: fu bandiera della Yamaha e re a Macao” (イタリア語). La Gazzetta dello Sport (2023年12月15日). 2023年12月15日閲覧。